# Віктор Кулерський
Вітіслав Віктор Дис-Кулерський (пол. Witysław Wiktor Dys-Kulerski, відомий як Віктор Кулерський, пол. Wiktor Kulerski; 22 січня 1935, Грудзьондз) — польський профспілковий і політичний діяч, антикомуністичний дисидент у ПНР, один з лідерів варшавської Солідарності. Близький соратник Збігнєва Буяка та Леха Валенси. Активіст підпільної боротьби під час воєнного стану. Учасник Круглого столу у 1989 році. У Третій Речі Посполитій — ліберальний політик, депутат сейму у 1989—1991 роках, держсекретар міністерства національної освіти в уряді Тадеуша Мазовецького.

## Походження та погляди
Народився у відомій сім'ї грудзьондзкої інтелігенції. При народженні отримав ім'я Вітіслав Віктор. Віктор Кулерський-старший, дід Вітіслава Віктора — журналіст, видавець, громадсько-політичний діяч, був засновником грудзьондзької міської газети, депутатом рейхстагу від Прусської Польщі, потім видатним політиком Другої Речі Посполитої, активістом Народної партії «Пяст» та Стронніцтва Людова. Вітольд Кулерський, батько Вітіслава Віктора, успадкував керівництво грудзьондзькою газетою, під час Другої світової війни співпрацював зі Станіславом Миколайчиком, у 1947 році репресований МОБ і відбув сім років ув'язнення. Вихований у сімейній традиції Вітіслав з дитинства схилявся перед образом діда та вважав за краще називатися другим ім'ям Віктор.
У 1960 році Віктор Кулерський закінчив Педагогічне училище у Варшаві, у 1979 році — факультет гуманітарних наук Люблінського католицького університету. Понад двадцять років працював учителем початкових класів у Мендзилесе. Викладав історію та біологію. Глибоко вивчав польську історію, особливо національні повстання.
Дитинство та юність Віктора Кулерського припали на роки війни, нацистської окупації, репресій сталінського режиму. Ці враження справили сильний вплив на його погляди та цінності. Кулерський рішуче відкидав будь-яку диктатуру, був противником урядущої компартії ПОРП і комуністичної держави ПНР. У 1956 році брав участь у зборі допомоги угорським повстанцям. У другій половині 1970-х років перебував у дисидентських організаціях: Комітет захисту робітників і Польська незалежна угода. У січні 1977 року підписав звернення дванадцяти вчителів з вимогою розслідування насильства над страйкарями під час варшавських і радомських подій червня 1976 року. З того часу перебував у постійній розробці органів МВС.
Публікував статті у нелегальних виданнях. Виступав з позицій антикомунізму, національного патріотизму, лібералізму та християнської демократії. Особливу увагу приділяв проблемам освітньої системи.

## Діяч «Солідарності»

### У профспілці
У серпні 1980 року Польщу охопив потужний страйковий рух. Віктор Кулерський став співзасновником незалежної профспілки працівників освіти та науки. З жовтня 1980 року перебував у керівних органах профоб'єднання Солідарність. Його обрали заступником Збігнева Буяка — головою профцентру «Солідарності» у столичному регіоні Мазовше. Був делегатом І з'їзду «Солідарності».
Кулерський виступав з послідовно демократичних й антикомуністичних позицій. При цьому він різко засуджував спроби розколоти опозиційний рух за національною ознакою. Націонал-комуністична організація «Грюнвальд» викривала таких діячів, як Якуб Берман чи Стефан Міхнік (організатори й учасники репресій 1940—1950-х років єврейського походження), але підтримувала режим ПОРП загалом. Кулерський називав це «перекладом суспільної уваги на кількох обраних злочинців, щоб відвести від сценаристів і режисерів злочинів, які досі користуються плодами кривавих жнив».

### У підпіллі
13 грудня 1981 року у Польщі ввели воєнний стан, «Солідарність» заборонили, багато лідерів й активістів інтерновано. Проте Віктор Кулерський, як і Збігнєв Буяк, зумів втекти. Розшукувався за міліцейським ордером на арешт.
Буяк очолював Тимчасову координаційну комісію (TKK) «Солідарності». Тривалий час Кулерський і Буяк разом нелегально проживали у монастирях і на конспіративних квартирах. Згодом зазначалося, що Кулерський — майже на двадцять років старший і значно освіченіший за молодого робітника Буяка — був незамінним як аналітик і автор текстів. Він значною мірою розпоряджався фінансовими коштами варшавського підпілля. Організаційні питання, зокрема конспірації та безпеки, займалася журналістка та перекладачка Ева Кулик.
Відомий випадок, коли на конспіративну явку у передмісті Варшави, де ховався Кулерський, прибув наряд ЗОМО. Передбачивши це, Кулерський вийшов гуляти з великим собакою. Група захоплення прийняла його за міліцейського кінолога, який бере участь в операції. Кулерський удав ніби досліджує територію і зміг сховатися.
Віктор Кулерський розробив концепцію поетапного переростання пасивного індивідуального опору на активні дії організованих груп і масовий антирежимний рух. У зверненнях і листівках він закликав протестувати проти воєнного стану, вимагати звільнення інтернованих і політв'язнів, виступати за легалізацію «Солідарності». Теоретично позиція Кулерського вирізнялася радикалізмом. На цьому ґрунті у нього виникали розбіжності з Яцеком Куронем, прихильником компромісу та діалогу з владою. Полемізував Кулерський і з Буяком, але з тактичних питань. Буяк був прихильником максимально громадських дій з урахуванням законного статусу профспілки та її діячів. Кулерський виступав за формування нелегальних гуртків і груп — «підпільної держави». Його ідея набула практичного виразу у вигляді Комітетів соціального опору.
Брав активну участь в організації масових демонстрацій у Варшаві 1 та 3 травня 1982 року. Ці акції набули такого масштабу, що ухвалили рішення формувати керівний орган столичного підпілля. 8 травня створено Регіональну виконавчу комісію (RKW) варшавської «Солідарності». До її складу увійшли Збігнєв Буяк, Збігнєв Янас, Збіґнєв Ромашевський, Віктор Кулерський.
Водночас практично Кулерський діяв дуже стримано. Він не схвалював страйків і категорично відкидав будь-які ознаки насильницьких дій. Так, під загрозою виходу з RKW він зажадав від лідера Груп опору «Солідарні» Теодора Клінцевича не застосовувати піротехнічні засоби та поготів зброю (найактивнішим у силовому напрямку GOS був Пьотр Ізгаршев). На його думку, такі дії підірвали б світовий імідж «Солідарності», поставили б в один ряд із терористичними організаціями.

### У комітеті
Воєнний стан скасували 22 липня 1983 року, проте «Солідарність» залишалася у підпіллі. Віктор Кулерський продовжував попередню діяльність. Після арешту Буяка 31 травня 1986 року він обійняв посаду голови RKW й увійшов до складу TKK.
Становище країни починало відчутно змінюватися. Вже 12 вересня 1986 року Буяка звільнили за амністією. 30 вересня члени RKW Збігнєв Буяк, Віктор Кулерський, Збігнєв Янас, Конрад Бєлінський, Ян Літинський, а також Ева Кулик провели відкриту пресконференцію. 2 жовтня прокуратура ПНР скасувала ордер на арешт Кулерського. 15 травня 1987 року Верховний суд ПНР припинив переслідування з амністії.
Навесні 1988 року у Польщі знову почалися масові страйки «Солідарності». 29 квітня міліція затримала Віктора Кулерського за підозрою у підготовці першотравневих заворушень, але швидко звільнено. Влада не зважилася на застосування насильства та змушена була погодитися на переговори у Магдаленці. Релегалізація незалежної профспілки розпочалася явковим порядком. Заснували Громадянський комітет «Солідарність» на чолі з Лехом Валенсою. До його складу увійшов і Віктор Кулерський. У лютому-квітні 1989 року Кулерський входив до делегації «Солідарності» на Круглому столі. Засідав у групі з науки й освіти.
На «напіввільних» виборах 4 червня 1989 року Віктор Кулерський балотувався у Грудзьондзі. Він користувався високою популярністю і як кандидат «Солідарності», і як представник шанованої у місті політичної династії, продовжувач діда та батька. Ключове місце у його програмі займав розвиток місцевого самоврядування. Кулерський був обраний депутатом сейму, майже вчетверо випередивши найближчого суперника — відомого спортсмена Ришарда Щепанського (формально безпартійного, але підтримуваного ПОРП).

## Політика й освіта
У першому некомуністичному уряді Тадеуша Мазовецького Віктор Кулерський обіймав посаду держсекретаря (заступника) міністра національної освіти Генрика Самсоновича. Перебував у ліберальних партіях ROAD Збігнєва Буяка та Демократична унія Тадеуша Мазовецького. З 1989 до 1999 року очолював фонд «Освіта для демократії». З 1999 року — член редколегії російськомовного журналу «Нова Польща».
Віктор Кулерський двічі нагороджений орденом Відродження Польщі: Офіцерським хрестом від польського уряду у вигнанні у 1987 році та Командорським хрестом із зіркою постановою президента Леха Качинського у 2007 році.